# Ymetto
Ymetto (in greco Υμηττός?) è un ex comune della Grecia nella periferia dell'Attica (unità periferica di Atene Centrale) con 11 139 abitanti secondo i dati del censimento 2001.
È stato soppresso a seguito della riforma amministrativa, detta Programma Callicrate, in vigore dal gennaio 2011 ed è ora compreso nel comune di Dafni-Ymittos.